# Пертунда
Pertunda (з лат. pertundere – "проникати", "пробивати") — це божественна сутність у давньоримській релігії, яка асоціювалася з аспектами шлюбу та статевого життя. Вона належить до групи так званих "функціональних божеств" або спеціалізованих нуменів (божественних сил), які відповідали за конкретні дії або стадії людського життя, що було характерною особливістю римського політеїзму.

## Функція та значення
Pertunda була божеством, що, як вважалося, сприяла або presiding over the act of sexual penetration або дефлорації під час консумації шлюбу. Її ім'я прямо вказує на цю функцію, походячи від латинського дієслова, що означає "проникати". У римській релігії навіть такі інтимні та приватні аспекти життя мали свого божественного опікуна. Римляни вірили, що для успішного здійснення всіх життєвих процесів, включаючи зачаття та народження, необхідно було забезпечити прихильність відповідних божеств .
Присутність такого божества, як Pertunda, підкреслює ретельну деталізацію римського пантеону, де кожному етапу людського досвіду могла бути присвячена окрема божественна сила. Це відображало прагнення римлян до точності у своїх релігійних зверненнях, звертаючись до конкретного божества, яке відповідало за конкретну дію або результат.

Відомості про Pertunda, як і про багатьох подібних дрібних римських божеств, походять переважно з текстів ранніх християнських авторів. Ці автори, зокрема Августин Блаженний у своїй монументальній праці "Про Град Божий" (De Civitate Dei), використовували перелік таких функціональних божеств для критики та висміювання політеїстичних вірувань римлян. Августин цитував праці римських антикварів, зокрема Варрона (Марка Теренція Варрона), чиї релігієзнавчі дослідження були для нього основним джерелом інформації про традиційні римські культи <ref name=":0">.

Августин Блаженний пише:
"Чи не є ще божества, які, так би мовити, по черзі беруть участь у цій справі? Адже є богиня Віргінієнсіс, яка розстібає пояс дівчини; є Субігус, який підкоряє її чоловікові; і Пертунда, яка проникає в неї; і Према, яка притискає її; і Приап, який спокушає її..." .
Хоча Августин використовує цей перелік у полемічному контексті, його згадка підтверджує існування та функцію Pertunda в римських релігійних уявленнях, що базувалися на працях римських вчених того часу.